# Hiera (Mythologie)

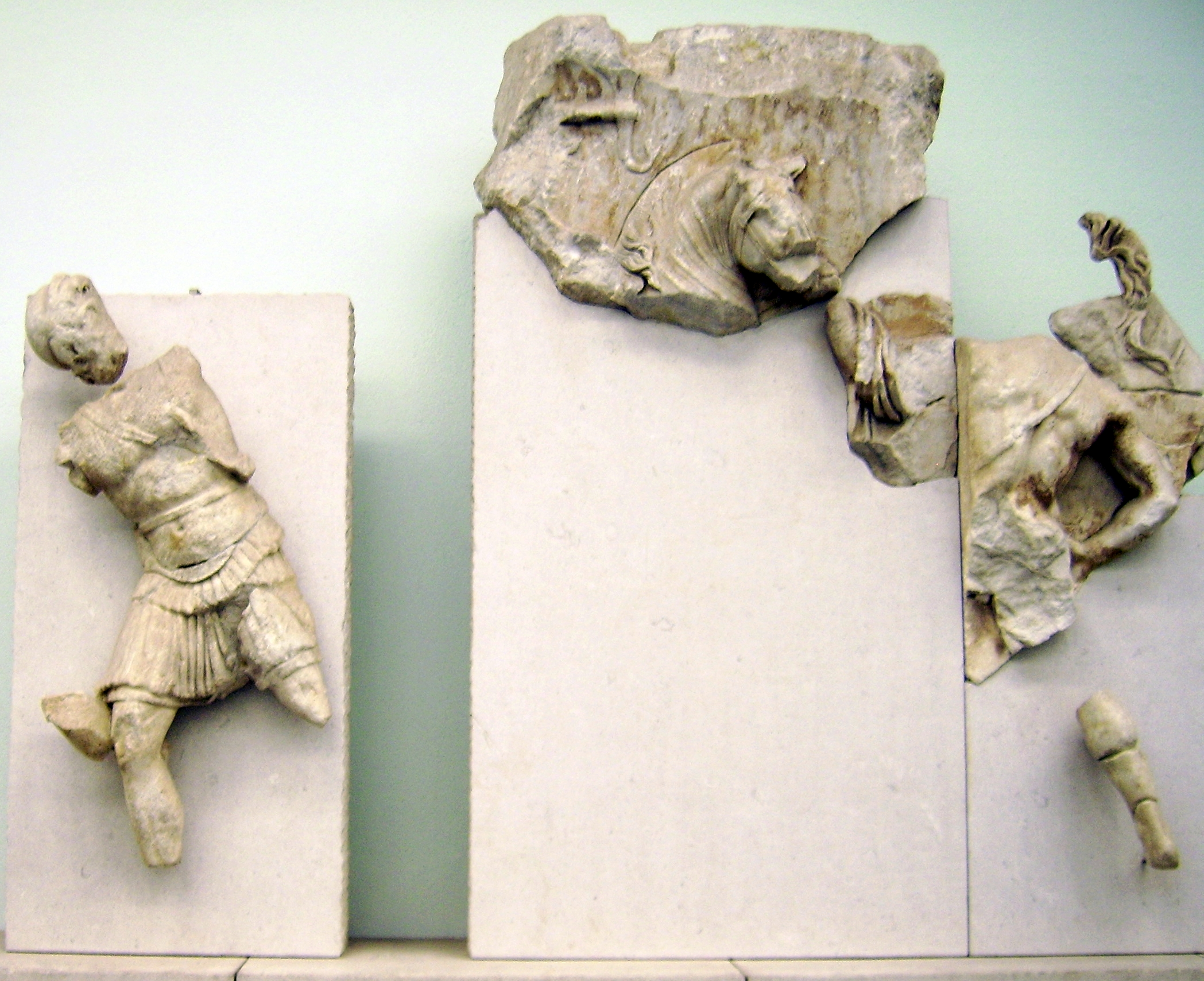
Nireus tötet Hiera, Fries des Pergamonaltares

Hiera (altgriechisch Ἱέρα Hiéra) ist eine Person der griechischen Mythologie.
Literarisch tritt Hiera ausschließlich bei dem Sophisten Flavius Philostratos aus dem zweiten bis dritten Jahrhundert und dem byzantinischen Kommentatoren Johannes Tzetzes aus dem 12. Jahrhundert in Erscheinung. Sie ist die Gattin des Telephos, des Gründers der Stadt Pergamon, und die Mutter des Tarchon und des Tyrsenos. Als im Verlauf des Trojanischen Krieges die Stadt Pergamon angegriffen wird, verteidigt Hiera mit den mysischen Frauen die Stadt, um den Angriff abzuwehren. In der Schlacht wird Hiera vom griechischen Krieger Nireus getötet, den sie vom Pferd aus bekämpft.
Tzetzes lässt sie an einer Stelle von einem Sichelwagen aus kämpfen, was in der Altertumswissenschaft als Reminiszenz an die Schlacht bei Magnesia gedeutet wurde. Die einmalige Titulierung der Hiera als Amazone bei Tzetzes wird als mythische Nachbildung der Penthesileia gedeutet.
Zwei bildliche Darstellungen finden sich auf dem Telephosfries (um 160–150 v. Chr.) des aus Pergamon stammenden Pergamonaltars im Pergamonmuseums in Berlin, auf dem sie auf einem Pferd reitend von Nireus getötet wird. Die hypothetische Rekonstruktion einer weiteren Darstellung als Reiterin im Westgiebel des Tempels der Athena Alea in Tegea (um 350–325 v. Chr.), dessen Fragmente sich im Archäologischen Nationalmuseum Athen befinden, ist unsicher.
Der Asteroid (7119) Hiera wurde nach ihr benannt. Judy Chicago widmete Hiera eine Inschrift in ihrer Installation The Dinner Party.